# Økumeni
Økumeni er arbejdet for forståelse mellem verdens forskellige kristne kirker og trossamfund og tilligemed den teologiske disciplin, der beskæftiger sig med kirkens enhed og splittelse. Ordet kommer af det græske udtryk ἡ οἰκουμένη γῆ, "hē oikouménē gē̂", 'den beboede verden', da økumenien ideelt set bestræber sig på en vis enhed mellem alle verdens kirker.

## Betydninger af ordet økumeni
Med økumeni forstås i dag sædvanligvis det samarbejde og de samtaler, der findes mellem forskellige kristne kirkesamfund. På dansk oversættes "økumenisk" ofte til mellemkirkelig. Med rod i det oldgræske ord for "den beboede verden" betegner økumenien således grundlæggende bestræbelsen på en enhed eller gensidig forståelse, der omfatter alle kirker i hele verden.
I en historisk kontekst taler man af samme grund om de økumeniske konciler, dvs. de syv første kirkemøder i oldkirken, hvor kristne fra hele den kendte verden deltog. Det tidligste er apostelmødet i Jerusalem, og disse konciler gik forud for de senere store splittelser mellem forskellige kristne kirkesamfund i øst og vest og gjorde derfor krav på universel gyldighed. Den romersk-katolske kirke bruger fortsat betegnelsen "økumeniske konciler", også om en række efterfølgende kirkemøder. Ligeledes har man fra reformationstiden (se også Martin Luther) kaldt de tre oldkirkelige trosbekendelser for de økumeniske symboler. Endnu en anvendelse af ordet ses hos østlige ortodokse kirker, hvor den ortodokse patriark i Konstantinopel (Istanbul) har titel af økumenisk patriark, hvilket skal angive hans æresforrang over for de øvrige patriarker i de ortodokse kirker, men også for polemisk at betone hans forrang for den vestlige, katolske kirkes patriark, paven.
Den i dag hyppigste brug af ordet "økumenisk" er dog som betegnelse for bestræbelserne for større enhed i den splittede kristne kirke. Det er også den betydning, der vil blive behandlet i det følgende.

## Baggrunden for den moderne økumeni
Igennem historien er der sket en stadig opsplitning af den kristne kirke. Her kan særligt fremhæves to. Den første bestod i den stigende konflikt mellem den østlige og den vestlige kirke, som resulterede i et endeligt brud i 1054. Den anden var reformationens kirkesplittelser, hvoraf der opstod en lang række nye kirkesamfund, herunder væsentligt de lutherske, reformerte og anglikanske kirker, men også baptister kan føre deres teologi tilbage til samme tid.
Resultatet af religionskrige mellem katolske og protestantiske fyrster førte til en ordning, hvor hvert land stort set havde sin egen statsreligion, mens andre konfessioner var forbudte (under det latinske motto cuius regio, eius religio "han, som ejer riget, hans religion [skal være rigets religion]"). Derfor kunne de forskellige kirker forholdsvis let fastholde, at netop de alene havde den rette tro, og at de andre var kættere.
Det viste sig dog svært at gennemtrumfe en sådan ensretning, ikke mindst i England, der i lang tid led under religiøse stridigheder, men også andre europæiske lande havde deres dissidenter. Mange af disse flygtede med tiden fra Europas religiøse tvang til den nye verden i Amerika i håbet om her at finde bedre vilkår, og med oprettelsen af USA fik verden en statsdannelse, hvor religiøs frihed var noget grundlæggende. Men ganske særligt blev forholdet til de andre kristne kirker aktuelt og brændende med udviklingen af kristen mission, hvor man oplevede at de forskellige konfessioner modarbejdede hinanden og dermed udbredelsen af det kristne evangelium. Derfor var det her, man først så behovet for samarbejde mellem de forskellige konfessioner.

## Udviklingen af den økumeniske bevægelse
I 1910 blev der holdt en verdensmissionskonference i Edinburgh og i 1921 oprettede man Det Internationale Missionsråd, hvorigennem man forsøgte at koordinere de nationale kirkers missionsarbejde og at få studier og teologisk udveksling om mission i gang.
Allerede på Edinburgh-mødet blev der foreslået en verdenskonference om den kristne enhed. Og arbejdet om Faith and Order kom i gang, dog forsinket af 1. verdenskrig . I modsætning til missionskonferencerne gik indbydelse her ikke alene til protestantiske kirker, men også til den katolske og de ortodokse kirker. Den katolske kirke var afvisende, mens flere ortodokse kirker godt ville være med.
Den anden gren af den tidlige økumeni var Life and Work, som beskæftigede sig med kirkernes praktiske samarbejde og deres ansvar for menneskers liv og velfærd. Denne del af det økumeniske samarbejde blev ikke mindst fra begyndelsen inspireret af det store arbejde, som kirkerne deltog i gennem genopbygning af de krigshærgede lande.
I 1948 blev de to linjer i det økumeniske arbejde sluttet sammen gennem dannelsen af Kirkernes Verdensråd og afholdelsen af den første generalforsamling i Amsterdam. På den tredje generalforsamling 1961 i New Delhi blev Det Internationale Missionsråd og Kirkernes Verdensråd sluttet sammen. Og ligeledes blev den russisk-ortodokse kirke medlem af Kirkernes Verdensråd, hvilket betød, at de ortodokse kirker for alvor begyndte at spille en rolle i dette samarbejde.

## De økumeniske organisationer i dag
Kirkernes Verdensråd er den største af de økumeniske organisationer. Rådet bygger på en basis, som siger at det er et fællesskab af kirker, der bekender Herren Jesus Kristus som Gud og frelser ifølge skrifterne og derfor søger sammen at opfylde deres fælles kaldelse til ære for den ene Gud, Fader, Søn og Helligånd.
Kirkernes Verdensråd har over 340 kirker som medlemmer i over 100 lande, repræsenterende en lang række kristne konfessioner. Den katolske kirke er ikke medlem, ligeledes heller ikke de mange kirker af pentecostal type (pinsemenigheder). Fra Danmark er Folkekirken og Baptistkirken medlemmer.
Desuden findes der en lang række organisationer, som arbejder for fællesskab af kirker inden for en enkelt konfesssion eller flere, eller kirker i et afgrænset område, fx Det Lutherske Verdensforbund, Leuenberg kirkefællesskab eller Konferencen for Europæiske Kirker. Disse tre organisationer har alle Folkekirken som medlem.

## Økumeni i Danmark
I Danmark blev Det økumeniske Fællesråd oprettet i 1939 som et samarbejdsorgan mellem kirkesamfund og kirkelige organisationer. Dette blev i 2005 omdannet til Danske Kirkers Råd – her er en lang række danske kirkesamfund medlemmer, og i modsætning til Kirkernes Verdensråd har Danske Kirkers Råd også den katolske kirke som medlem.
Den danske Folkekirkes mellemkirkelige Råd blev i 1954 stiftet som en uofficiel organisation med Københavns biskop som formand og de øvrige biskopper som fødte medlemmer. Rådets opgave var at varetage Folkekirkens relationer til Kirkens Verdensråd og Det lutherske Verdensforbund. I 1989 vedtog Folketinget en lov, som gjorde Det mellemkirkelige Råd officielt. I hvert stift vælges nu et mellemkirkeligt stiftsudvalg, som igen vælger medlemmerne i Det mellemkirkelige Råd.

## Kritik
Det økumeniske samarbejde møder modstand i visse kirkelige kredse. Skarpest er kritikken formuleret i 1988 af daværende sognepræst ved Skovshoved Kirke Johs. H. Christensen. I en artikel i Skovshoved Avis med titlen "Os – og alle de andre" skrev han blandt andet:
"Imidlertid blandes det økumeniske og det mellemkirkelige arbejde tit sammen, beklageligvis. For i det første tilfælde er der tale om et teologisk initiativ, der ofte degenererer til ren ideologisk diskussion, i det andet om praktiske anliggender i kirkernes samkvem med hinanden. Det er naturligvis rimeligt at knytte kontakt til kirker, der af den ene eller anden grund befinder sig i kritiske situationer enten på grund af politiske forhold, eller fordi de udgør en befolkningsmæssig minoritet. Senest har vi således hørt en del til de armenske kristnes vanskelige situation inden for det sovjetiske system, hvor en kristen kirke og den enkelte kristne kirke har særdeles store problemer. – Så vidt, så godt.
Det økumeniske er derimod en tvivlsom affære – af flere grunde. Først og fremmest fordi forskellighed i opfattelse, tradition og livsvilkår ikke er nogen skade, tværtimod. Fordi mennesker er forskellige, må deres kirker også blive det – og deres kristendomsopfattelse. Akkurat som den nuværende kristendoms-tolkning her til lands er ret så forskellig fra den, der var gældende på f.eks. Frederik d. IIIs tid.
De økumeniske initiativer præges ofte af i hvert fald to alvorlige mangler. For det første har man det med at forsamles til store konferencer, hvor man udsteder intetsigende proklamationer om, hvad man nu kan enes om. Således har man i det såkaldte Lima-dokument (fra Kirkernes Verdensråd) søgt at nå frem til formuleringer omkring dåb og nadver, som alle kirker skulle kunne skrive under på, hvad betyder, at den enkelte kirkes traditionsmæssige, historiske og geografiske egenart fortones. ...I idealet om, at alle kirker skulle kunne tale med én stemme gemmer der sig i virkeligheden en katoliserende tendens, en idé om en international, ensartet kirke hævet over alle nationale og folkelige særpræg. Og det er ikke noget at ønske sig. Jeg vil desuden tillade mig at tvivle på, at ret mange jævne, danske kirkegængere gider interessere sig for, om de lærde nu også kan finde på en formulering af nadverens betydning, man også kan skrive under på i USA eller i Argentina eller i Japan.
Desuden gælder det, at den slags dokumenter har det med at udarte til floskler og sproglig svamp. For præcise angivelser af, hvad man tror på, og hvad en bestemt kirke lærer og forkynder, griber man kun til i kritiske, pressede situationer. Når man finder det nødvendigt netop at afgrænse sig og sige sin mening så skarpt og utvetydigt som muligt. Et sådant dokument er f.eks. Den Augsburgske Bekendelse, som i Folkekirken har rang af bekendelsesskrift, den er altså normgivende for, hvad der i kirken gælder for ret forkyndelse og for vranglære.
For det andet har der vist sig en tendens til, at de store økumeniske organisationer og konferencer annekteres af politiske bevægelser med et bestemt formål for øje. Kairos-dokumentet (fra Det økumeniske Fællesråd) mod apartheid-systemet i Sydafrika er et skræmmende eksempel. For herved reduceres den kirkelige organisation til en politisk platform og pressionsgruppe på linje med alle andre. Kirken gør kort sagt sig selv overflødig, så sandt som alle mulige andre siger det samme. Og prædikestolen bliver til proklamationssted for resolutioner og ikke det sted, hvorfra der prædikes til menigheden."
De advarsler, som Johs. H. Christensen, gjorde mod at politisere kirken og fratage den dens særpræg, har vist sig[kilde mangler] at være yderst forudseende for den senere udvikling. Udviklingen siden har i mangt og meget vist at føre til tiltag, der kan betegnes som at ville tage folkekirken til indtægt for bestemte holdninger, hvilket atter har ført til læserbrevsdebatter i aviserne fra forargede menige folkekirkemedlemmers side.
I et pluralistisk samfund med en faldende medlemsskare i Folkekirken i Danmark har både den økumeniske samtale og det økumeniske samarbejde dog efter årtusindskiftet vist sig at være både nødvendigt og frugtbart. 